# Isidre Bosch
Isidre Bosch (segle xviii - segle xix) fou mestre de capella de la basílica del Sant Esperit de Terrassa durant els anys 1778-1819.